# Jörg Schneider (Mediziner)
Jörg Schneider (* 31. Dezember 1928 in Stuttgart; † 21. November 2016 ebenda) war ein deutscher Mediziner und Gynäkologe.

## Leben
Jörg Schneider war Gymnasiast und wurde 1943 zunächst in den Reichsarbeitsdienst, später als Luftwaffenhelfer eingezogen. Erst 1948 konnte er das Abitur beenden. Von 1948 bis 1950 studierte er Philosophie an der Päpstlichen Universität Gregoriana in Rom, anschließend Medizin in Tübingen, Zürich, Hamburg und München. Seit 1950 war er Mitglied der katholischen Studentenverbindung AV Cheruskia Tübingen im CV. 1955 wurde er in München approbiert und 1955 in Tübingen promoviert. Er war zunächst Assistenzarzt in der Inneren Medizin in Stuttgart sowie an der Chirurgischen Universitätsklinik Heidelberg. 1957/58 war er an der Universitätskinderklinik Zürich sowie am Physiologischen Institut in Tübingen tätig. Nach einer gynäkologisch-geburtshilflichen Facharztausbildung arbeitete er an der Klinik für Frauenheilkunde des Universitätsklinikum Freiburg. 1968 habilitierte er sich in Freiburg. 1969 wechselte er an das Universitätsklinikum Bonn.
1971 wurde er in Bonn auf eine Professur für Frauenheilkunde berufen. 1974 kam er einem Ruf auf die Professur für Frauenheilkunde und Geburtshilfe an der Medizinischen Hochschule Hannover nach. Zudem war er Geschäftsführender Direktor des Zentrums Frauenheilkunde der Medizinischen Hochschule Hannover. 1997 wurde er emeritiert.
Schneider war Verfasser von mehr als 200 wissenschaftlichen Aufsätzen und Publikationen.

## Ehrungen und Auszeichnungen
- Ehrenmitglied der Sociedad Chilena de Obstetricia y Ginecologia
- Ehrenmitglied der Sociedad Paraguaya de Ginecologia y Obstetricia
- Ehrenmitglied der Norddeutschen Gesellschaft für Gynäkologie und Geburtshilfe
- Bundesverdienstkreuz am Bande des Verdienstordens der Bundesrepublik Deutschland (1989)
- Ehrendoktorwürde  Dr. med. h. c. der Freien Universität Berlin (1994)
- Ludwig-Aschoff-Medaille der Universität Freiburg im Breisgau (1995)